# Hochstetteria
Hochstetteria é um género botânico pertencente à família Asteraceae.
A autoridade do género é DC., tendo sido publicado em Prodromus Systematis Naturalis Regni Vegetabilis 7(1): 287. 1838.